# Начальница
«Нача́льница» (англ. Girlboss) — американский комедийный телесериал, созданный Кэй Кэннон. Релиз телесериала состоялся 21 апреля 2017 года на Netflix.
24 июня 2017 года Netflix закрыл сериал после одного сезона.

## В ролях

### Основной состав
- Бритт Робертсон — София Марлоу
- Элли Рид — Энни
- Джонни Симмонс — Шейн
- Альфонсо МакОли — Декс

### Второстепенный состав
- Дин Норрис — Джей
- Норм Макдональд — Рик
- Ру Пол Чарльз — Лайонел
- Джим Раш — Мобиас
- Луиза Флетчер — Рози
- Мелани Лински — Гэйл
- Мишель Македо и Мелисса Македо — члены группы Шейна

## Производство
В феврале 2016 года Netflix объявил о разработке телесериала, основанного на автобиографии Софии Аморусо #Girlboss. Съёмки проходили в Сан-Франциско и Лос-Анджелесе.
В июне 2016 года Бритт Робертсон получила главную роль Софии Аморусо. В том же месяце Джонни Симмонс, Альфонсо МакОли и Элли Рид присоединились к актёрскому составу. В июле 2016 года стало известно, что Дин Норрис исполнит второстепенную роль в сериале.